# 加藤健介
加藤 健介（かとう けんすけ、男性、1980年10月7日 - ）は、日本のクリエイティブディレクター、アートディレクター、グラフィックデザイナー、クリエイティブスタジオOP+US（オーパス）代表。静岡県出身。

## 経歴
4歳からオルガンを習い、15歳で本格的に音楽活動に没頭し独学で作曲を学ぶ。
18歳から作曲、編曲活動を行う。その後音楽制作活動からは身を引き、2008年OP+USを設立。

## OP+US
- 2008年4月、トータルデザイン会社であるクリエイティブスタジオOP+US（オーパス）を設立。
- 代表に就くとともに、自身もクリエイティブディレクター、アートディレクター、グラフィックデザイナーとして活躍。
- 社名は音楽用語の「opus(作品・作品番号)」に由来し、機能する作品を創り出すことを表している。

## 人物

### ビジネス
- ブランディングやマーケティングといった概念を基にした本質的なデザインワークを得意としている。
- 物事を直感的に捉えることと、論理的に捉えることを意識している。

### プライベート
- 趣味は写真で、主にNikonのD810にAF-S NIKKOR 24-70mm f/2.8G EDや、SIGMAの35mm F1.4 DG HSM | Artなどのレンズを使用していることが多い。他にもOLYMPUS E-P5やRICOH GR DIGITALも使用。
- Appleの販売員試験（Apple Sales Training）にて『Apple Products Professional Level』の取得経験がある[1]。

## 主な仕事

### ブランディング
- BijouxGAOKA
- nico

### 広告
- Avanti

### ロゴ
- BijouxGAOKA
- PARTYHOLIC
- MASAFUMI IWASAKI PROJECT
- nico